# Instituto de Estudios Madrileños
El Instituto de Estudios Madrileños es un centro de estudios locales, que tiene como objetivo promover, estudiar y difundir la cultura y la historia de la ciudad española de Madrid.

## Historia
Fue fundado el 10 de octubre de 1951. Desde 1952 quedó adscrito al Consejo Superior de Investigaciones Científicas (CSIC), primero a través del entonces Patronato «José María Quadrado» y luego como miembro de la  Confederación Española de Centros de Estudios Locales (CECEL). El reglamento vigente, actualizado en 2002, establece que los miembros que lo conforman podrán ser: honorarios (hasta 20); numerarios (máximo de 75); supernumerarios (en número indeterminado); y colaboradores (hasta 50).
La sede del Instituto de Estudios Madrileños se encuentra en la sede de la Confederación Española de Centros de Estudios Locales, que tiene sus oficinas y despachos de trabajo en el Centro de Ciencias Humanas y Sociales del CSIC. La biblioteca del Instituto de Estudios Madrileños, depositada desde su fundación en la Casa de la Panadería, se encuentra ahora en el Palacio de Cañete, compartiendo espacio con el despacho del Cuerpo de Cronistas de la Villa de Madrid.
Sus fundadores fueron Cayetano Alcázar Molina, Luis Araujo-Costa Blanco, Joaquín de Entrambasaguas, Ernesto Giménez Caballero, Agustín González de Amezúa (primer director), Enrique Lafuente Ferrari, Luis Moya Blanco y José Simón Díaz.
Entre sus miembros han figurado y figuran personalidades como el polígrafo Juan de Contreras y López de Ayala, marqués de Lozoya; el antropólogo Julio Caro Baroja; el historiador Antonio Domínguez Ortiz; el arquitecto Secundino Zuazo; los académicos Antonio Bonet Correa, Vicente Palacio Atard, Fernando Chueca Goitia o Pedro Navascués; los escritores Ramón Gómez de la Serna, Rafael Sánchez Mazas, Federico Romero Sarachaga y Jacinto Benavente; la paisajista Carmen Añón Feliú; los periodistas y cronistas de la Villa de Madrid Enrique de Aguinaga y José del Corral Raya; o el catedrático Francisco José Portela Sandoval (quien fue presidente del Instituto de Estudios Madrileños entre los años 2002 y 2011).
Organiza ciclos de conferencias y publica libros y monografías de tema madrileño. Edita la revista Anales del Instituto de Estudios Madrileños, desde 1966, con periodicidad anual.
El Pleno del Ayuntamiento de Madrid le nombró cronista de la villa de Madrid el 25 de febrero de 1966, siendo el único cronista oficial que lo es a título corporativo institucional. Asimismo, el Pleno del Ayuntamiento de Madrid le concedió la Medalla de Madrid, en su categoría de Oro, el 22 de noviembre de 2001, «en reconocimiento de su singular labor de investigación, estudio y divulgación de temas madrileños y del alto nivel científico alcanzado en el desarrollo de su tarea institucional».